# Маловишерский уезд
Малови́шерский уе́зд — уезд в Новгородской губернии, существовавший в 1918—1927 годах.
30 марта 1918 года постановлением Новгородского губисполкома был образован самостоятельный Маловишерский уезд, в который вошла часть Крестецкого уезда Новгородской губернии: Заозёрская (центр — станция Окуловка), Заручевская (деревня Заручевье), Каёвская (деревня Каёво), Карпиногорская (станция Бурга), Межниковская (деревня Межник), Папоротно-Островская (село Селищи), Пожарская (станция Веребье) волости (позднее число волостей в уезде менялось). Уездным центром стал посад Малая Вишера, преобразованный в 1921 году в город.
3 апреля 1924 года ВЦИК утвердил положение об укрупнении волостей Новгородской губернии. Согласно этому положению, в Маловишерском уезде осталось 6 волостей:
- Маловишерская (центр — город Малая Вишера)
- Окуловская (центр — станция Окуловка)
- Полищская (центр — деревня Полищи)
- Сухловская (центр — деревня Сухлово)
- Тидворская (центр — деревня Тидворье)
- Торбинская (центр — станция Торбино)[2][3].

В уезде проживало 105,9 тыс. жителей. Из них 81,4 тыс. (77 %) проживало в сельской местности.
3 декабря 1926 года на территории уезда был создан национальный Дерево-Латышский сельсовет (колония Дерева, деревня Любынь Маловишерской волости.
1 августа 1927 года Новгородская губерния со всеми её уездами была упразднена, а территория Маловишерского уезда вошла частью в состав Новгородского, частью — в состав Боровичского округов вновь образованной Ленинградской области. 